# کورئوپسیس گلادیاتا
کورئوپسیس گلادیاتا(نام علمی: Coreopsis gladiata) نام یک گونه از تیره کاسنیان است.